# Erythroxylum gentryi
Erythroxylum gentryi är en tvåhjärtbladig växtart som beskrevs av Jara. Erythroxylum gentryi ingår i släktet Erythroxylum och familjen Erythroxylaceae. Inga underarter finns listade i Catalogue of Life.